# Eissturmvögel
Die Eissturmvögel (Fulmarus) sind eine Seevogelgattung aus der Familie der Sturmvögel. Sie sind mit den Sturmschwalben verwandt.

## Beschreibung
Die Eissturmvögel sind eng verwandte Seevögel, die dieselbe ökologische Planstelle in verschiedenen Ozeanen besetzen. Sie sehen oberflächlich wie Möwen aus, sind jedoch nicht näher mit ihnen verwandt und unter anderem durch ihren Flug leicht von diesen zu unterscheiden.
Die nördliche Art ist grau und weiß mit einem gelben Schnabel, einer Länge von 43 bis 52 cm und einer Flügelspannweite von 102 bis 112 cm. Die südliche Form ist ein blasserer Vogel mit dunklen Flügelspitzen, 45 bis 50 cm lang und einer Flügelspannweite von 115 bis 120 cm.

## Verbreitung
Die Eissturmvögel haben große Verbreitungsgebiete. Der Eissturmvogel ist in den nördlichen Bereichen des Atlantiks und des Pazifiks und im Nordpolarmeer verbreitet. Der Silbersturmvogel ist in den südlichen Bereichen des Atlantischen, Pazifischen und des Indischen Ozeans beheimatet sowie im Antarktischen Ozean, sein Verbreitungsgebiet ist größer als das seines nördlichen Verwandten.
In Großbritannien brüteten Eissturmvögel historisch auf St. Kilda (wo ihre Ernte für Öl, Federn und Fleisch für die Wirtschaft der Inseln von zentraler Bedeutung war). Sie breiteten sich im 19. Jahrhundert in Nordschottland und bis 1930 im Rest des Vereinigten Königreichs aus. Die Expansion wurde weiter nach Süden fortgesetzt; der Eissturmvogel ist heute oft im Ärmelkanal und in Frankreich entlang der Nord- und Westküste zu sehen, mit Brutpaaren oder kleinen Kolonien in Nord, der Picardie, der Normandie und entlang der Atlantikküste in der Bretagne.
Die solare Zone zwischen nördlichem und südlichem Wendekreis gehört nicht zum eigentlichen Verbreitungsgebiet der Eissturmvögel, jedoch fliegen Silbersturmvögel im Winter vereinzelt bis in Äquatornähe.

## Lebensweise
Eissturmvögel sind außerhalb der Brutzeit hoch pelagisch. Sie ernähren sich überwiegend von Fischen, Schnecken, Krebsen, Kopffüßern, weiteren Weichtieren und Quallen. Zudem fressen sie auch Aas und Fischabfälle. Die Nahrung wird von der Wasseroberfläche gepickt. Das zusätzliche Nahrungsangebot durch die Abfälle der Fischereiindustrie führte im 20. Jahrhundert zu einer Vergrößerung des Verbreitungsgebiets.
Beide rezenten Arten brüten auf Klippen und legen ein einzelnes weißes Ei. Im Gegensatz zu vielen kleinen bis mittelgroßen Vögeln der Ordnung der Röhrennasen sind sie weder nachtaktive Brüter noch benutzen sie Höhlen; ihre Eier werden auf dem nackten Fels oder in flachen, mit Pflanzenmaterial ausgekleideten Vertiefungen abgelegt. Zur Verteidigung des Nistplatzes speien schon Nestlinge ihr Magenöl gezielt auf den Eindringling.
An Land können sie sich nur schwerfällig fortbewegen, sind aber ausgezeichnete Flieger. Sie haben eine hohe Lebenserwartung und können bis zu 40 Jahre alt werden.

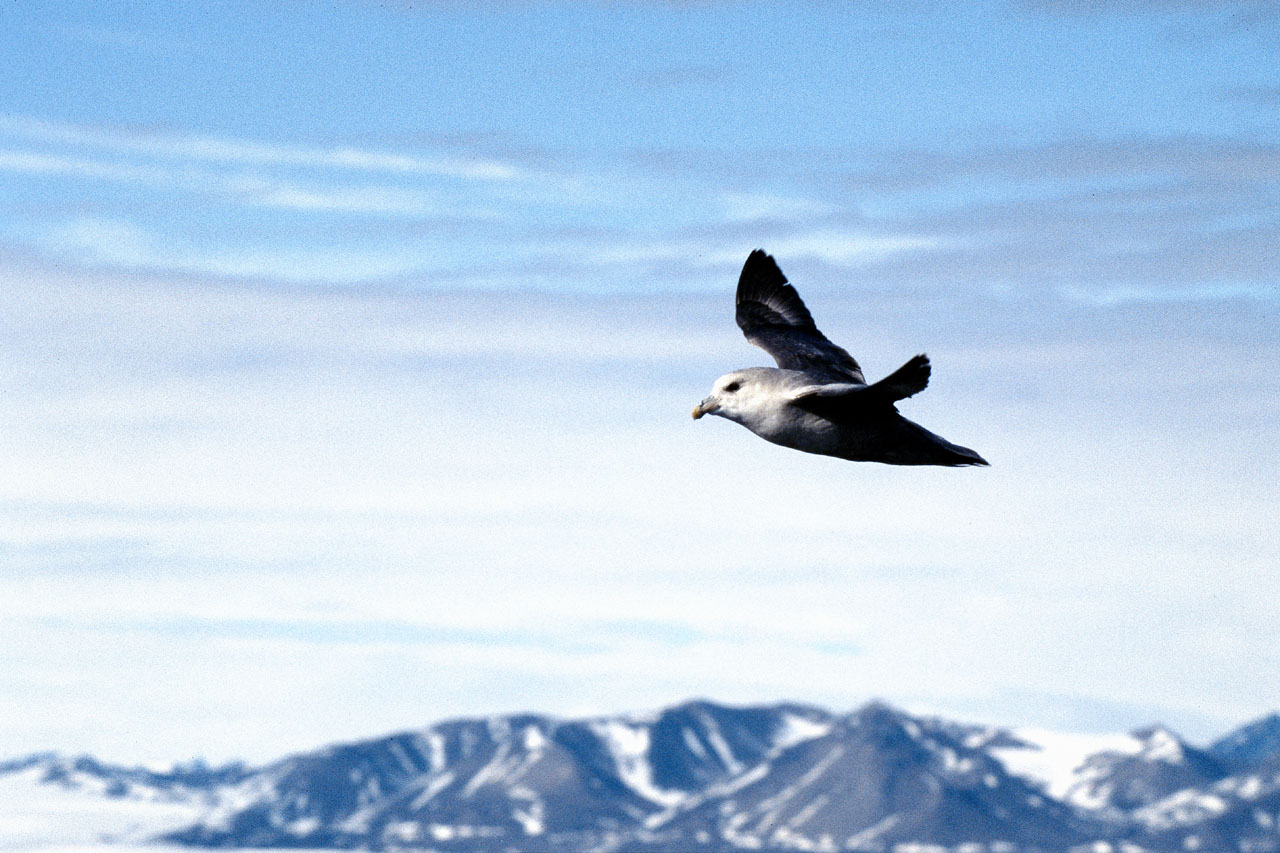
Eissturmvogel
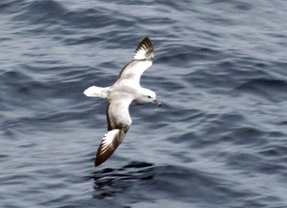
Silbersturmvogel

## Eissturmvögel und Mensch

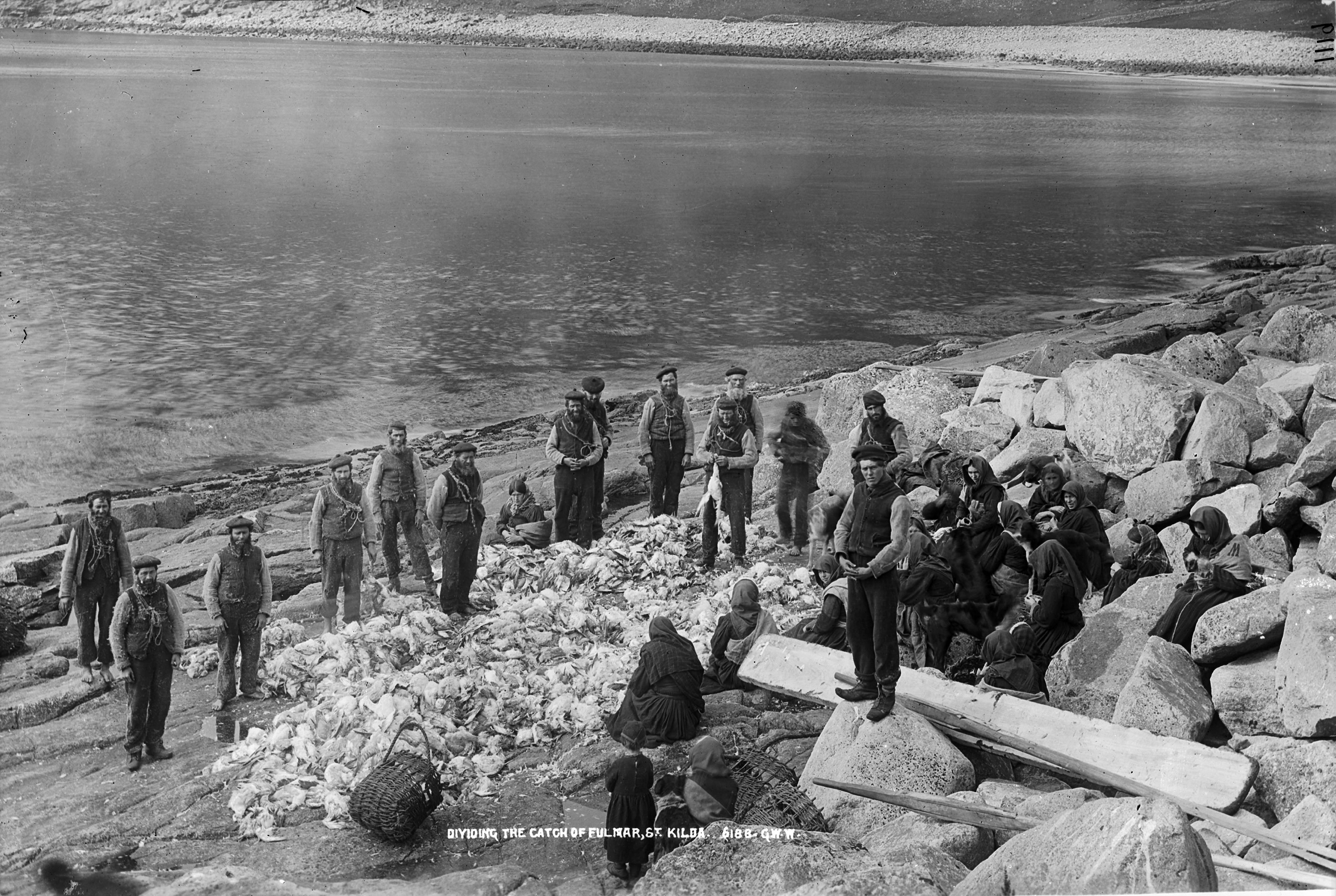
Eissturmvogel-Jagd auf St. Kilda, August 1884

Eissturmvögel werden seit Jahrhunderten zu Nahrungszwecken gejagt. Der Kupferstecher Thomas Bewick schrieb 1804, dass kein Vogel für die Inselbewohner von so großem Nutzen sei wie der Eissturmvogel. Er versorge sie mit Öl für ihre Lampen, Daunen für ihre Betten, sei eine Delikatesse für ihre Tische und ein Balsam für ihre Wunden. James Fisher, Autor von The Fulmar (1952), berechnete, dass jede Person auf St. Kilda pro Jahr über 100 Eissturmvögel verzehrte; das Fleisch war ihr Grundnahrungsmittel, es wurden jährlich etwa 12.000 Vögel erlegt.
Die Eier der Eissturmvögel auf den St. Kilda-Inseln wurden bis in die späten 1920er Jahre gesammelt. Dazu erklommen die Jäger die Klippen. Die Eier wurden vergraben, um im Winter gegessen zu werden. Sie sollen im Geschmack Enteneiern ähneln.
Als die menschliche Bevölkerung St. Kilda 1930 verließ, nahm die Eissturmvogelpopulation nicht plötzlich zu, die Menschen hatten also keinen stark limitierenden Einfluss.
Sowohl der südliche als auch der nördliche Eissturmvogel werden von der Internationalen Naturschutzunion (IUCN) als „nicht gefährdet“ eingestuft.

## Innere Systematik
Rezente Arten:
- Eissturmvogel oder Nordatlantischer Eissturmvogel – Fulmarus glacialis (Linnaeus, 1761)
- Silbersturmvogel oder Antarktischer Eissturmvogel – Fulmarus glacialoides (A. Smith, 1840)

Zwei prähistorische Arten wurden anhand von Fossilien an der pazifischen Küste von Kalifornien beschrieben:
- Fulmarus hammeri Howard, 1968 aus dem späten Miozän
- Fulmarus miocaenus Howard, 1984 aus dem mittleren Miozän